# 本山寺 (高槻市)

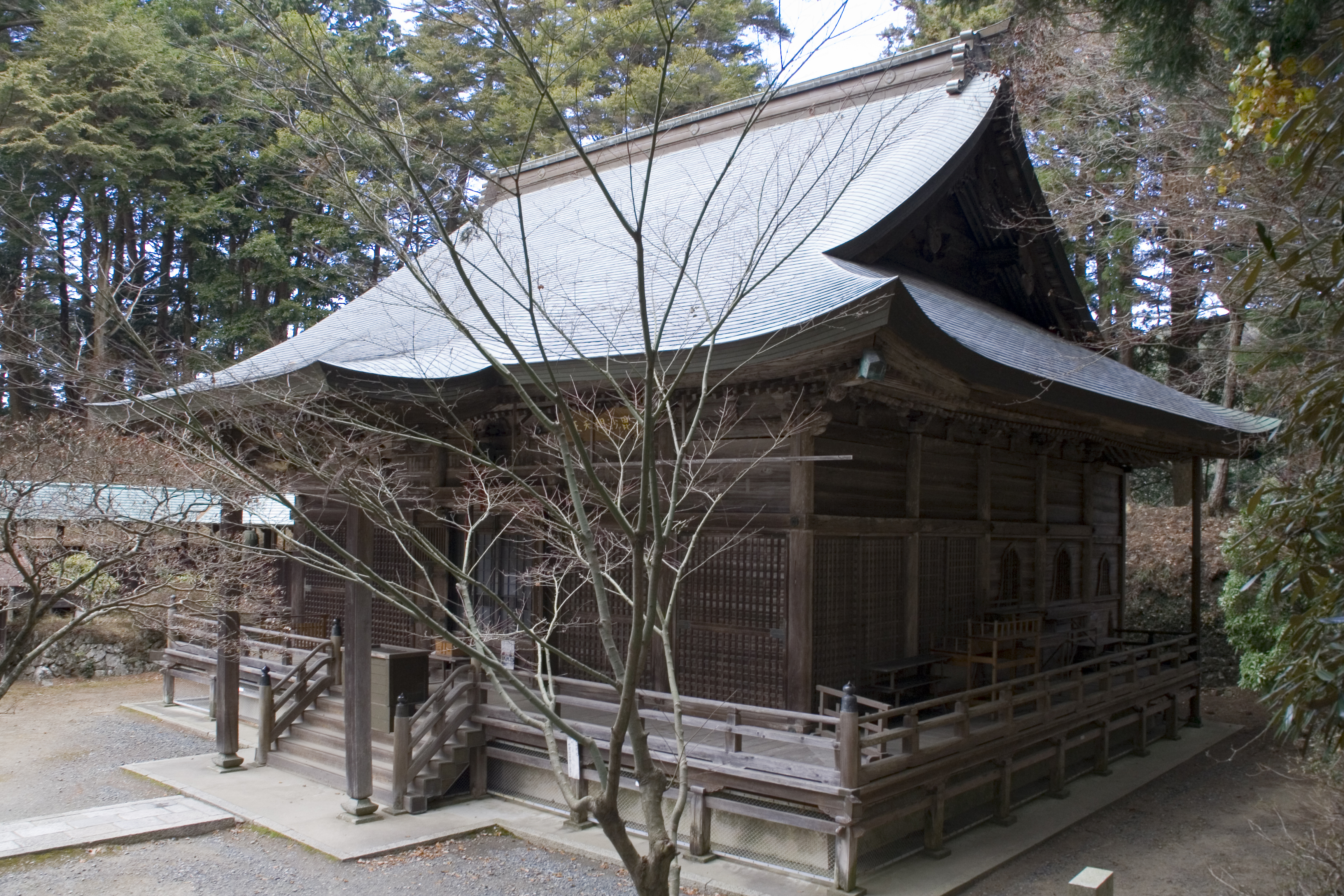
本堂

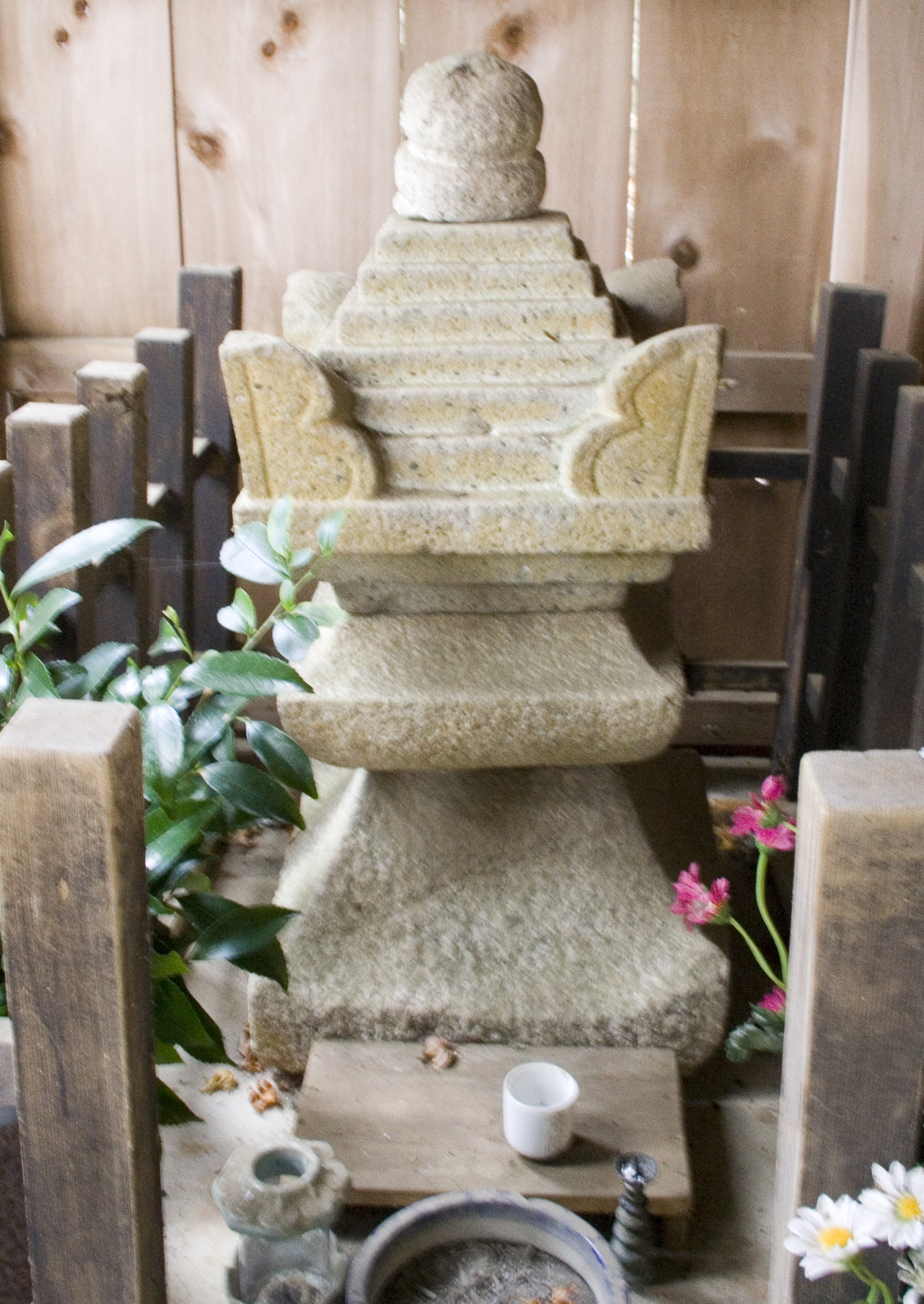
宝篋印塔

本山寺（ほんざんじ）は、大阪府高槻市にある天台宗の寺院。山号は北山。本尊は毘沙門天。鞍馬寺、朝護孫子寺とで「日本三毘沙門天」ともいわれている。高槻市北郊、京都府境に近い山間部に位置する。

## 歴史
寺伝によると、持統天皇10年（696年）に役小角が葛城山で修行中に北西に紫雲のたなびくのを見て霊験を感じ、北摂の山に来て自ら毘沙門天像を彫り、堂を建てて修験の道場として開山したのが始まりと伝えられている。その後、宝亀年間（770年 - 781年）に光仁天皇の子・開成皇子が諸堂宇を建立して本格的な仏教寺院として創建したと伝えられている。
また、当寺は院号を霊雲院といい、南方に位置する神峯山寺の奥の院ともいうが、本山寺の縁起によれば神峯山寺とは別寺とされている。本山寺の寺号は戦国時代の記録には見えており、当寺と神峯山寺との関係は明確でない。しかし、北摂三山寺として、根本山と号する神峯山寺、南山と号する安岡寺とともに北山と号して天台宗に属している。
戦国時代には、松永久秀がこの寺で立身出世を祈願し、その後望みがかなったことから久秀の生誕地ともされる五百住（よすみ）にある所領の良田を寄進しているほか、芥川山城より畿内に権勢を奮っていた三好長慶や、キリシタン大名としても知られる高山友照・右近父子、甲斐国の武田信玄による信濃侵攻により駆逐され三好家に身を寄せていた前信濃守護・小笠原長時らが寺領の安堵状を出している。
天正10年（1582年）の山崎の戦いの際に高山右近の兵火に罹り焼失したが、慶長8年（1603年）に豊臣秀頼が鐘楼や中の門などを再建した。
江戸時代には高槻藩主・永井氏や皇室などの崇敬を受けている。
宝永年間（1704年 - 1711年）に5代将軍徳川綱吉の生母・桂昌院が建物の改修を行っている。

## 境内
- 本堂
- 十三重石塔
- 伝教大師童形像
- 鐘楼 - 江戸時代の再建。
- 庫裏
- 護摩堂
- 表門
- 福塚大明神社
- 宝篋印塔（大阪府指定有形文化財）
- 中の門 - 慶長8年（1603年）に豊臣秀頼によって伏見城から移築。
- 三社権現社
- 五重石塔
- 山門 - 冠木門。

## 文化財

### 重要文化財
- 木造聖観音立像 - 奈良国立博物館寄託。
- 木造毘沙門天立像

※ 以上2件は1913年（大正2年）4月、古社寺保存法に基づく国宝（現行法の「重要文化財」に相当）に指定。

### 大阪府指定有形文化財
- 宝篋印塔 - 1978年（昭和53年）8月、府の有形文化財に指定。

### 高槻市指定文化財
- 木造不動明王立像 - 1998年（平成10年）10月、市の有形文化財に指定。
- 本山寺文書 2巻 11通 - 1974年（昭和49年）3月、市の有形文化財に指定。高槻市立しろあと歴史館寄託。

## 前後の札所
役行者霊蹟札所

## 関連する人物
- 役小角
- 開成 (僧)
- 三好長慶
- 松永久秀
- 高山友照
- 高山右近
- 豊臣秀頼
- 永井氏
- 桂昌院

## 交通アクセス
- JR京都線（東海道本線）高槻駅北口から市営バス「原大橋」行きに乗車、「神峰山口」バス停下車、徒歩で約6㎞。
- タクシー・自家用車なら寺の1Km手前の駐車場まで入ることができる。
  - そこから関係者のみ自動車で通行できる急坂の舗装道が続いている。寺の手前の急坂の終わる場所で舗装は終わっている。
  - 舗装道の（駐車場から寺の方向を向いて）左側には、よく整備された山道もあり、急坂の終わる場所で舗装道に合流する。なお、東海自然歩道は舗装道側である旨の表示がある。